# درخت آگاهی
درخت آگاهی (دانمارکی: Kundskabens træ) نام یک فیلم دانمارکی در ژانر درام است.